# Joseph Heintz der Ältere

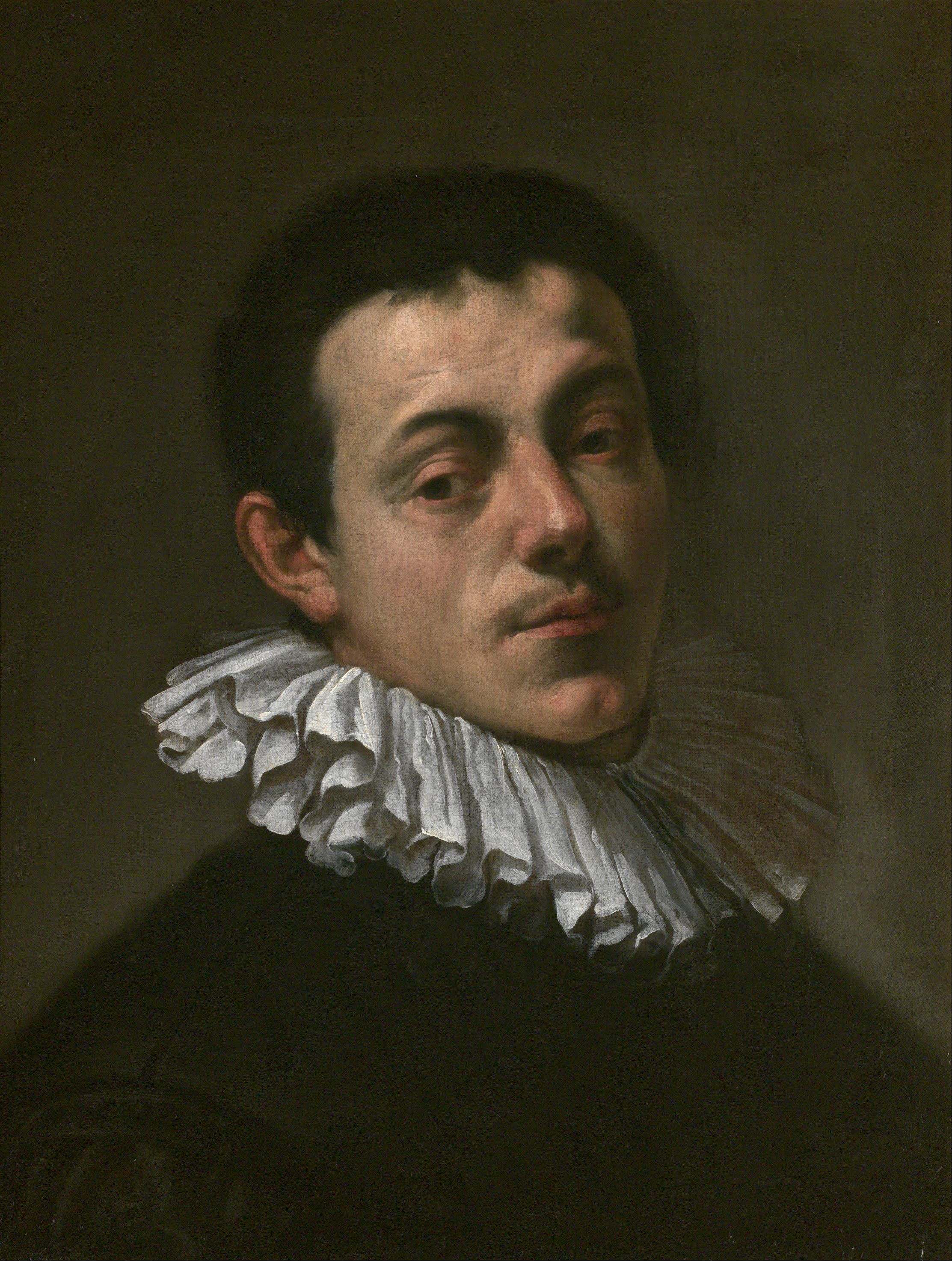
Joseph Heintz der Ältere

Joseph Heintz (getauft am 11. Juni 1564 in Basel; † 15. Oktober 1609 in Prag) war ein Schweizer Maler und Architekt. Sein malerisches Werk ist dem Manierismus zuzuordnen, seine architektonischen Entwürfe werden stilistisch dem frühen internationalen Klassizismus (Palladianismus) und dem frühen Barock zugewiesen und unterscheiden sich von dem damals im nordalpinen Bereich prägenden Manierismus.

## Leben
Heintz war Sohn des Daniel Heintz der Ältere und absolvierte eine Lehre als Maler in Basel. Möglicherweise war Hans Bock sein Lehrherr. Später tauchte er 1584–89 in Rom und 1587–88 in Venedig auf. Kaiser Rudolf II. machte ihn 1591 in Prag zu seinem Hofmaler. Heintz lebte von 1598 bis 1609 abwechselnd in Prag und in Augsburg. Er wurde 1602 in den Adelsstand erhoben.
In Basel sind Fresken am Haus zum Tanz von Heintz überliefert. In Rom arbeitete er zunächst als Kopist und wandelte sich allmählich zum Manieristen. Seine Gemälde enthalten vielfach mythologische und allegorische, teilweise auch religiöse Motive. Erhalten sind etwa 50 Gemälde und circa 100 Handzeichnungen.
Seit 1603 betätigte sich Joseph Heintz der Ältere auch als Architekt, so in diesem Jahr für die Umbauplanungen der Residenz in Neuburg an der Donau. In Augsburg war er etwa zur selben Zeit (1603/04) als einer der Entwerfer der Fassade des Zeughauses tätig. 1609 lieferte er ein Holzmodell für eine Versammlungshalle in Augsburg, das sich erhalten hat (sog. Palladio-Modell).
Sein Sohn, Joseph Heintz der Jüngere (1600–1678), war ebenfalls Maler, der seit spätestens 1625 in Venedig lebte. Von ihm sind vor allem venezianische Veduten erhalten.

## Werke (Auszug)
- Porträt König Sigismund III. Vasa von Polen-Litauen, um 1605, Öl auf Leinwand, 147 × 113 cm, Bayerische Staatsgemäldesammlungen, München[2]
- Die hl. Familie, Composition von acht Figuren, unter welchen ein Engel ist.[3]
- Entwürfe für die Umgestaltung der Residenz in Neuburg an der Donau (1603)
- Entwurf für die Fassade der Stadtmetzg Augsburg, 1606 bis 1609[4]
- Holzmodell für eine Versammlungshalle in Augsburg (1609)

## Galerie

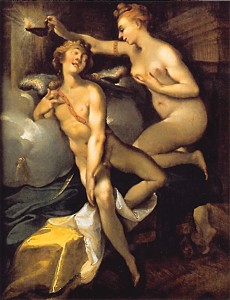
Amor und Psyche
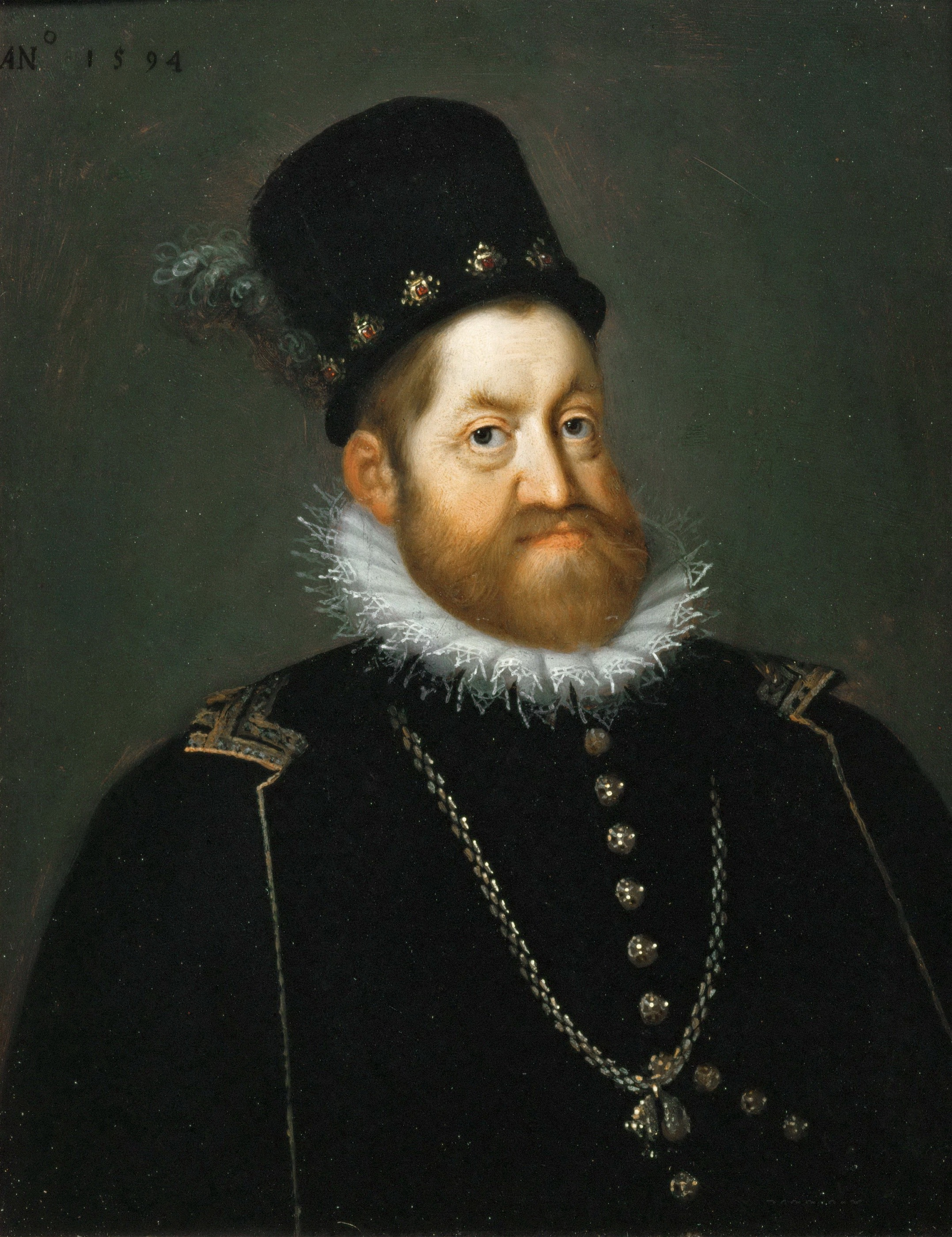
Porträt des Kaisers Rudolf II.
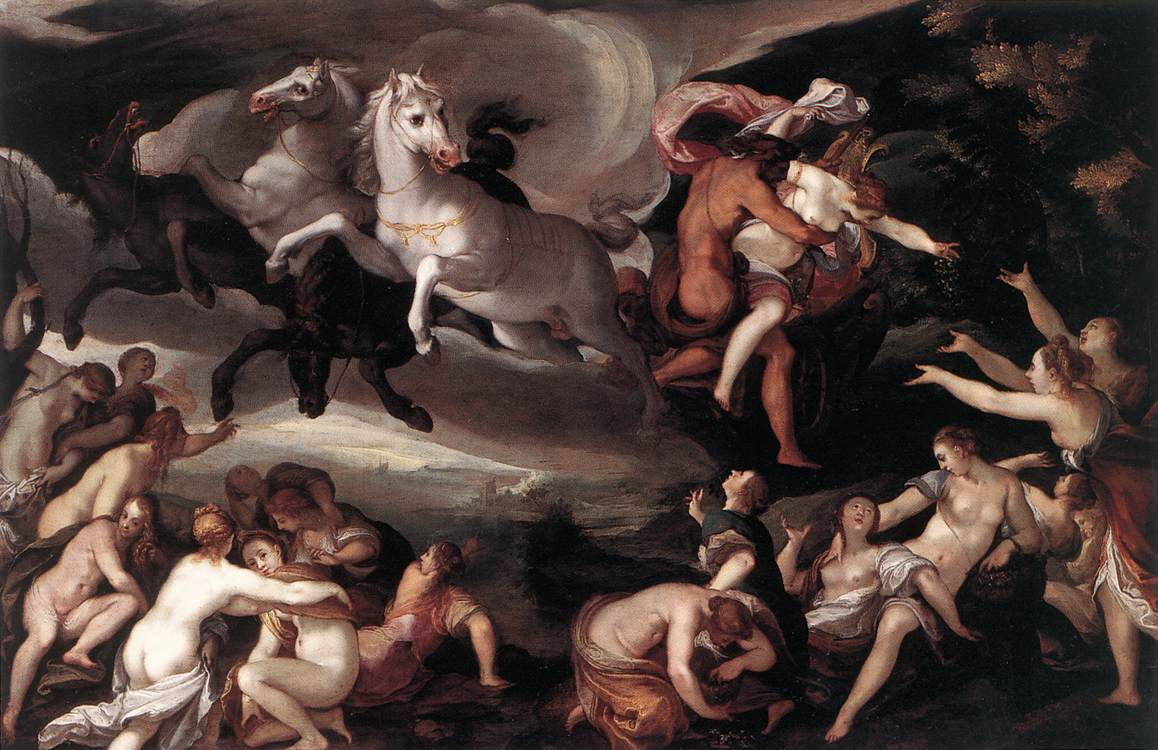
Der Raub der Proserpina, um 1590
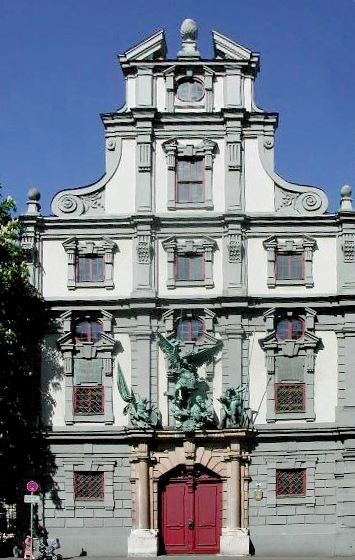
Fassade des Augsburger Zeughauses